# Aiguille (horlogerie)
Pour les articles homonymes, voir Aiguille.

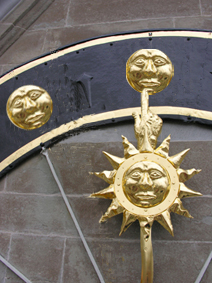
Détail de l'extrémité d'une aiguille d'horloge très décorée.

En termes horloger, une aiguille est une pièce de métal composée de deux ou plusieurs parties, dont la fonction principale est de transmettre l'indication du temps du mouvement aux repères du cadran.

## Composition
Le « corps » est la principale partie de l'aiguille, qui s'élance depuis le centre jusqu'à son extrémité.
Le « centre » consiste en un trou nommé « trou de centre », dans lequel est rivé un pivot vertical destiné à être rivé sur le pignon de la roue de l'indication du temps correspondante.
Le « contre-poids » a pour objectif de contrebalancer le poids du corps de l'aiguille, principalement l'aiguille des secondes qui est la plus longue. Quand il est nécessaire (principalement dans les mouvements à quartz), il est situé à l'arrière du trou de centre. Le contre-poids peut également être présent pour des raisons purement esthétiques.

## Esthétique
Il existe une immense variété de style dans le dessin des aiguilles d'horlogerie. La figure ci-dessous représente les grandes familles esthétiques les plus connues, : 
Les aiguilles font partie intégrante de l'esthétique de la montre, selon le marketing horloger actuel (« Corporate Identity » de la marque horlogère).
Ainsi, chaque modèle d'aiguille n'est pas seulement spécifique au calibre et modèle de montre par ses dimensions et tolérances techniques, mais également par sa terminaison esthétique, en harmonie avec le style du cadran, du boîtier, etc.
|                                                               |
| Omega seamaster, aiguilles «squelette», trotteuse à pastille. |

|                                                     |
| Vacheron Constantin patrimony, aiguilles «feuille». |

|                                     |
| Montre Tissot à aiguilles «glaive». |

|                                            |
| Montre Patek Philippe à aiguilles «bâton». |

|                                     |
| Aiguilles «harpon» sur une citizen. |

## Fabrication
La première fabrique d'aiguilles en Suisse a été fondée en 1812 : « Wagnon Frères » à Genève. Le fondateur est Charles Wagnon ; son petit-fils Ami Wagnon expose leurs produits à Paris en 1878 et 1889, à Zurich en 1883, à Chicago en 1893. Quelque 400 sortes d'aiguilles différentes sont fabriquées en 1896 par la maison Wagnon. On a recensé jusqu’à une soixantaine de telles fabriques, et seulement une dizaine au début du XXIe siècle. 
La plus ancienne fabrique d'aiguilles de montre encore en activité en Suisse est la société Fiedler SA à Carouge, créée en 1848 à Genève par Valentin Leisenheimer,.
Les aiguilles de montres sont réalisées à partir de bandes de métal. Plus de vingt étapes de fabrication sont nécessaires, selon les produits, dont : pré-perçage du « trou de canon » (emplacement du futur axe), « canonnage » par emboutissage, mise à hauteur de la surface brute par « diamantage » (avec une fraise diamant), découpage de l’aiguille par poinçonnage, rivetage, finition, « frappe » de la tête et du corps de l’aiguille, « avivage » (polissage), mise en couleur par bain galvanique ou « vernissage », conditionnement, contrôle, emballage.

## Aiguilles photoluminescentes

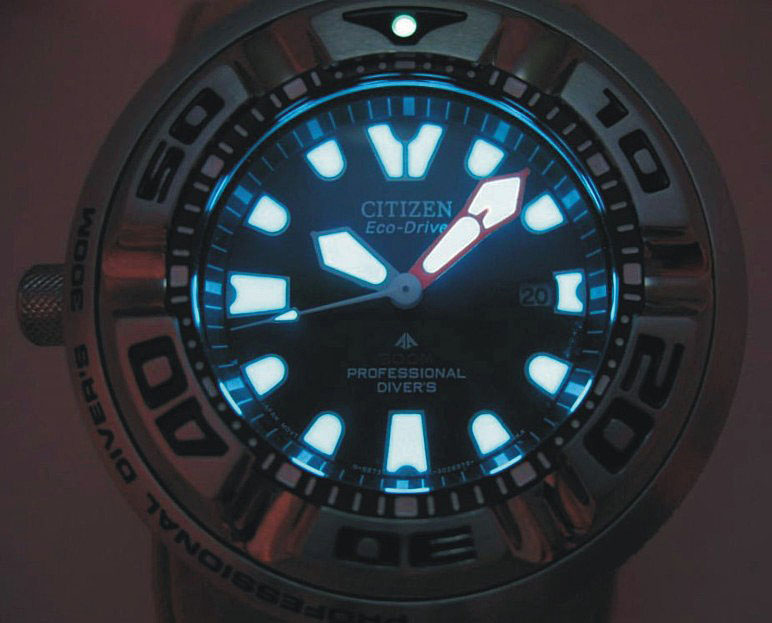
Une montre dotée d'aiguilles et d'index luminescents.

De nombreuses montres (en particulier les montres de plongée) sont dotées d'aiguilles (et d'index) pohotoluminescentes, permettant de lire l'heure dans l'obscurité. La première matière photoluminescente utilisée est la peinture au radium, au tout début du XXe siècle, mais l'utilisation de ce matériau conduit à une catastrophe sanitaire (radium girls).